# Naqoyqatsi
Naqoyqatsi je filmová esej z roku 2002. Film režíroval Godfrey Reggio, hudbu k němu vytvořil Philip Glass. Název pochází z indiánského jazyka Hopi a znamená „život jako válka“. Naqoyqatsi je třetím dílem trilogie Qatsi. Film měl v USA premiéru 2. září 2002, v České republice se promítal poprvé 6. prosince téhož roku.
Jedná se o vizi 21. století zobrazenou formou dokumentárního až téměř filozofického snímku, nutícího diváka k zamyšlení. Nezazní v něm jediné slovo. Film je provázen např. obrazem skrz negativ a různými počítačovými efekty. Události jsou zde zaznamenány, ale ne přímo zobrazeny.